# Lista över öppningsbara broar i Sverige

## Öppningsbara järnvägsbroar
| Namn                                                             | Passerar         | Ort          | Järnväg                                            |
| ---------------------------------------------------------------- | ---------------- | ------------ | -------------------------------------------------- |
| Marieholmsbron                                                   | Göta älv         | Göteborg     | Bohusbanan, två parallella broar                   |
|                                                                  | Trollhätte kanal | Trollhättan  | Norge/Vänerbanan                                   |
|                                                                  | Trollhätte kanal | Vänersborg   | Älvsborgsbanan                                     |
|                                                                  | Dalslands kanal  | Köpmannebro  | Norge/Vänerbanan                                   |
|                                                                  | Dalslands kanal  | Håverud      | Dal-Västra Värmlands Järnväg                       |
|                                                                  | Dalslands kanal  | Dals Långed  | Dal-Västra Värmlands Järnväg                       |
|                                                                  | Dalslands kanal  | Billingsfors | Dal-Västra Värmlands Järnväg                       |
|                                                                  | Göta kanal       | Lyrestad     | Kinnekullebanan                                    |
|                                                                  | Göta kanal       | Töreboda     | Västra stambanan                                   |
|                                                                  | Göta kanal       | Motala       | Godsstråket genom Bergslagen, två parallella broar |
|                                                                  | Göta kanal       | Norsholm     | Södra stambanan                                    |
| Händelöbron                                                      | Motala Ström     | Norrköping   | industrispår, även vägbro                          |
|                                                                  | Säffle kanal     | Säffle       | Norge/Vänerbanan                                   |
|                                                                  | Arbogaån         | Kungsör      | Svealandsbanan                                     |
| Kvicksundsbron                                                   | Mälaren          | Kvicksund    | Järnvägslinjen Sala–Oxelösund, även vägbro         |
| Danviksbro                                                       | Hammarbykanalen  | Stockholm    | Saltsjöbanan, även vägbro                          |
|                                                                  | Södertälje kanal | Södertälje   | Västra stambanan                                   |
| Järnvägsbron över Torne älv (Öppning ur funktion fr. 1960-talet) | Torne älv        | Haparanda    | Torneå–Haparanda-banan                             |
|                                                                  | Trollhätte kanal | Trollhättan  | industrispår, även vägbro                          |

### Öppningsbara spårvägsbroar
| Namn        | Passerar | Ort      | Spårväg                        |
| ----------- | -------- | -------- | ------------------------------ |
| Hisingsbron | Göta älv | Göteborg | Göteborgs spårväg, även vägbro |

## Öppningsbara vägbroar
| Namn                                      | Passerar                | Ort | Väg |
| ----------------------------------------- | ----------------------- | --- | --- |
|                                           | Falsterbokanalen        | Höllviken | Länsväg 100 |
| Klaffbron                                 | Västra hamnen           | Malmö | Stora Varvsgatan |
| Universitetsbron                          | Inre hamnen             | Malmö | Stora Varvsgatan |
| Hasslöbron                                | Karlskrona skärgård     | Karlskrona | Länsväg K 673 |
| Hisingsbron                               | Göta älv                | Göteborg | Kommunal väg. Bron har spårväg också. |
| Bohusbron                                 | Nordre älv              | Kungälv | Länsväg O 574 |
| Jordfallsbron                             | Göta älv                | Kungälv | Länsväg O 587 (mellan E6 och E45) |
| Lilla Edetbron                            | Trollhätte kanal        | Lilla Edet | Länsväg 167 |
| Stridsbergsbron                           | Trollhätte kanal        | Trollhättan | Kommunal väg |
| Klaffbron                                 | Trollhätte kanal        | Trollhättan | Länsväg O 2028 |
| Gropbron                                  | Trollhätte kanal        | Vänersborg | Länsväg O 2026 |
| Dalbobron                                 | Trollhätte kanal        | Vänersborg | Länsväg O 2050 |
|                                           | Sotenkanalen            | Hunnebostrand | Länsväg O 882 |
|                                           | Dalslands kanal         | Köpmannebro | Länsväg O 2223 |
|                                           | Dalslands kanal         | Köpmannebro | E45 |
|                                           | Dalslands kanal         | Upperud | Länsväg O 2224 |
|                                           | Dalslands kanal         | Dals Långed | Länsväg O 2218 |
|                                           | Dalslands kanal         | Dals Långed | Länsväg O 2223 |
|                                           | Dalslands kanal         | Billingsfors | Länsväg 172 |
|                                           | Dalslands kanal         | Bengtsfors | Länsväg O 2206 |
|                                           | Dalslands kanal         | Lennartsfors | Länsväg S 506 |
|                                           | Göta kanal              | Sjötorp | Riksväg 26 |
|                                           | Göta kanal              | Lyrestad | E20 |
|                                           | Göta kanal              | Hajstorp | Länsväg O 3049 |
|                                           | Göta kanal              | Levsäng | Länsväg O 3048 |
|                                           | Göta kanal              | Töreboda | Länsväg 200 |
|                                           | Göta kanal              | Jonsboda | Länsväg O 3027 |
|                                           | Göta kanal              | Vassbacken | Länsväg O 3023 |
|                                           | Göta kanal              | Tåtorp | Länsväg O 3030 |
|                                           | Göta kanal              | Brosundet | Länsväg O 3024 |
|                                           | Göta kanal              | Forsvik | Länsväg O 3037 |
|                                           | Göta kanal              | Karlsborg | Riksväg 49 |
|                                           | Göta kanal              | Motala | f.d. Riksväg 50 |
|                                           | Göta kanal              | Borensberg | Länsväg E 1078 |
|                                           | Göta kanal              | Berg | |
|                                           | Göta kanal              | Norsholm | Länsväg 215 |
|                                           | Göta kanal              | Västra Husby | Länsväg E 799 |
|                                           | Göta kanal              | Söderköping | E22 |
|                                           | Göta kanal västra delen | 8 till: Sjötorp, Hällsås, Lyrestad, Norrkvarn, Riksberg, Töreboda norra + södra, Stång (samtliga broar över Göta kanals västra del är öppningsbara)                                                                                       | 8 till: Sjötorp, Hällsås, Lyrestad, Norrkvarn, Riksberg, Töreboda norra + södra, Stång (samtliga broar över Göta kanals västra del är öppningsbara)                                                                                       |
|                                           | Göta kanal östra delen  | 14 till: Bispmotalagatan, Charlottenborgsvägen, Verkstadsvägen, Näs, Berget, Sörby, Ruda, Ljung, Ljungsbro, Brunnby, Norsholm, Björnavad, Loddby, Vänneberga (samtliga broar över Göta kanals östra del utom rv50 och E4 är öppningsbara) | 14 till: Bispmotalagatan, Charlottenborgsvägen, Verkstadsvägen, Näs, Berget, Sörby, Ruda, Ljung, Ljungsbro, Brunnby, Norsholm, Björnavad, Loddby, Vänneberga (samtliga broar över Göta kanals östra del utom rv50 och E4 är öppningsbara) |
| Händelöbron                               | Motala ström            | Norrköping | Hanholmsvägen |
|                                           | Säffle kanal            | Säffle | Kommunal gata |
|                                           | Säffle kanal            | Säffle | E45 |
|                                           | Säffle kanal            | Nysäter | Länsväg S 969 |
| Vågmästarbron                             | Inre hamn               | Karlstad | Länsväg 236 |
|                                           | Hjälmare kanal          | Arboga | E20 |
|                                           | Hjälmare kanal          | Värhulta | Länsväg D 715 |
| Kanalbron (historisk, ersatt av fast bro) | Kvismare kanal          | Odensbacken | Länsväg 207 |
| Kanalbron (historisk, ersatt av fast bro) | Kvismare kanal          | Segersjö | Länsväg T 666 |
|                                           | Arbogaån                | Kungsör | Länsväg 250 |
|                                           | Mälaren                 | Borgåsund | Länsväg 252 |
|                                           | Strömsholms kanal       | Strömsholm | Länsväg U 525 |
|                                           | Strömsholms kanal       | Mölntorp | Länsväg U 523 |
|                                           | Strömsholms kanal       | Surahammar | |
|                                           | Strömsholms kanal       | Ramnäs | Länsväg U 667 |
| Kvicksundsbron                            | Mälaren                 | Kvicksund | Riksväg 56 |
| Hjulstabron                               | Mälaren                 | Enköping | Riksväg 55 |
| Tosteröbron                               | Mälaren                 | Strängnäs | Länsväg D 976 |
| Nockebybron                               | Mälaren                 | Drottningholm | Länsväg 261 |
| Erikssundsbron                            | Mälaren                 | Erikssund | Länsväg 263 |
| Mälarbron                                 | Södertälje kanal        | Södertälje | Turingegatan/Stockholmsvägen |
| E4-bron                                   | Södertälje kanal        | Södertälje | E4/E20 |
| Saltsjöbron                               | Södertälje kanal        | Södertälje | Viksängsleden |
| Slussbron                                 | Södertälje kanal        | Södertälje | Slussgatan/Grödingevägen |
| Tottnäsbron                               | Tottnäsviken            | Oxnö, Nynäshamn | Länsväg AB 528 |
| Liljeholmsbron                            | Hammarbykanalen         | Stockholm | |
| Skansbron                                 | Hammarbykanalen         | Stockholm | |
| Danviksbro                                | Hammarbykanalen         | Stockholm | Länsväg 222 |
| Stäketbron (vägtrafik)                    | Stäksundet              | Stäket | Enköpingsvägen (Länsväg AB 841) |
| Kungsängsbron                             | Fyrisån                 | Uppsala | Kungsängsleden |
| Flottsundsbron                            | Fyrisån                 | Uppsala | Dag Hammarskjölds väg |
| Tullgarnsbron                             | Fyrisån                 | Uppsala | |
| Klintsundsbron                            | Klintsundet             | Ljusterö | Lagnövägen |
|                                           | Strömma Kanal           | Strömma, Värmdö kommun | Länsväg 222 |
| Älmstabron                                | Väddö kanal             | Älmsta | Länsväg 283 |
| Bagghusbron                               | Väddö kanal             | Gåsvik | Länsväg 283 |
| Bångs broar                               | Storsjön                | Sandviken | Länsväg 272 |
| Nybron                                    | Norra sundet            | Härnösand | Länsväg Y 720 |
| Västra kanalbron                          | Västra kanalen          | Härnösand | Länsväg Y 719 |
| Pitsundsbron                              | Pite älv/Pitsund        | Piteå | Länsväg BD 506 |
| Bergnäsbron                               | Lule älv                | Luleå | Länsväg BD 616 |

## Öppningsbara gångbroar
| Namn          | Passerar                             | Ort         |
| ------------- | ------------------------------------ | ----------- |
| 3st           | Gamla hamnar längs Norra Älvstranden | Göteborg    |
| Olidebron     | Trollhätte kanal                     | Trollhättan |
| Husarviksbron | Husarviken                           | Stockholm   |
| Lillåbron     |                                      | Västerås    |
| Hamnspången   | Fyrisån                              | Uppsala     |